# زيد الخص
زيد الخص لاعب كرة سلة أردني يبلغ من العمر 34 سنة. 
ساهم مع المنتخب الأردني لكرة السلة في تحقيق نتائج جيدة، أبرزها إحراز الميدالية البرونزية في كأس آسيا للشباب في الفلبين والبطاقة الآسيوية المؤهلة لبطولة كأس العالم للشباب في اليونان عام 1995، كما توّج بجائزة أحسن لاعب في البطولة الآسيوية السابعة.
كان زيد الخص أول أردني يحمل كأس العرب في الإسكندرية عام 2007، كما قاد فريق نادي زين كأول فريق أردني يحمل كأس الأندية العربية عام 2008 وأول من يحمل كأس الأندية الآسيوية مع نادي زين بعمان 2006. 
يحمل سجله ست مشاركات في بطولة أمم آسيا، و3 مشاركات على مستوى الدورات الرياضية العربية، حاز منها ميداليتين فضيتين في دورة الألعاب العربية 1999 ودورة الألعاب العربية 2007 في عمان والإسكندرية.